# 7264 Hirohatanaka
A 7264 Hirohatanaka (ideiglenes jelöléssel (7264) 1995 FK) a Naprendszer kisbolygóövében található aszteroida. Shimizu, Y., Urata, T. fedezte fel 1995. március 26-án.